# San Fedele Intelvi
San Fedele Intelvi (lombardul: San Fedee vagy San Fedel) település Olaszországban, Lombardia régióban, Como megyében. Lakosainak száma 1832 fő (2018. január 1.).

## Népesség
A település lakossága az elmúlt években az alábbi módon változott:
| Lakosok száma | 1712 | 1827 | 1832 |
|               | 2008 | 2017 | 2018 |